# 杉平顗智
国会図書館（学術機関ポジトリデータベース）
杉平 顗智（すぎひら しずとし、1899年（明治32年）10月5日 - 1984年（昭和59年）5月1日）
1899年（明治32年）10月5日　山梨県東山梨郡等々力村1582番地にて出生、父は了英、母はます。1984年（昭和59年）5月1日　山梨県東八代郡一宮町の病院にて85歳で逝去。　

## 来歴
勝沼尋常小学校
京都大谷尋常中学校　
真宗大谷大学専修科
東京帝国大学英文科
京都大谷大学にて英文学など教える（英文学）
名古屋同朋大学（英文学）

## 年表
大正10年（真宗大谷大学専修科1年）の時　初秋　　鈴木大拙博士に師事
その後、山梨勝沼町の仙光寺住職・大谷大学教授・同朋大学教授として多忙な日々送る。　　　　　　　　　　　　　　　　　　　　　
昭和35年ごろ大病をして大谷大学を退職
その後同朋大学での2週間ごとに1度の集中講義を受け持つ。

## 翻訳、論文集など（参考国会図書館から）
（１）イブセン・メリディス・及びロゼッティ（論）　1928年12月　掲載誌　大谷学報　出版社佛教専門学校出版部　国会図書館（学術機関ポジトリデータベース）
（２）聖書と英語（論）1936年2月　掲載誌　大谷学報　出版社　大谷学会　国会図書館（学術機関ポジトリデータベース）
（３）青蓮佛教小観（訳）　横川顕正氏との共訳　1940年　著者　鈴木ビアトリス　編者　鈴木大拙　図書　出版社　鈴木貞太郎　国会図書館（学術機関ポジトリデータベース）
（４）宗教的信（論）　1944年4月　掲載誌　大谷大学研究年報　出版社　大谷学会　国会図書館（学術機関ポジトリデータベース）
（５）般若心の哲学と宗教（訳）　1952年2月　図書　法蔵館　出版社　大谷学会　国会図書館デジタルコレクション
（６）エリヤ随筆「除夜」について（論）　1952年7月　大谷学報　出版社　大谷学会　国会図書館（学術機関ポジトリデータベース）　　　　
（７）華厳の研究（訳）著者　鈴木大拙　1955年12月　図書　出版社　法蔵館　国会図書館デジタルコレクション
（８）御文にあらわれた『しる』という言葉にについて（研究発表要旨）　掲載誌　大谷学報　昭和31年度真宗学会出版社　大谷学会　1956年国会図書館（学術機関ポジトリデータベース）　
（９）妙好人覚書（論）　昭和35年　仏教と文化　鈴木大拙博士公寿記念　発行者鈴木学術財団
（10）「義なきを義とす」「ということ（論）　1961年3月　親鸞聖人　図書　編集者　大谷大学　出版社法蔵館国会図書館デジタルコレクション
（11）「火の説教」覚書ー「翻訳の仏教」と荒地（論）昭和45年　同朋大学論叢　国会図書館デジタルコレクション